# Протесты против экономической политики ХАМАС в Секторе Газа (2019)
Протесты против экономической политики ХАМАС в секторе Газа — протесты жителей Сектора Газа, начавшиеся 14 марта 2019 года, в связи с недовольством действиями правящей партии ХАМАС в экономике государства, люди требовали отмены налогов на муку и базовые продукты питания.

## Предыстория
Кризис в Секторе Газа начался как следствие экономической блокады со стороны Египта и Израиля. Также к этому добавился раскол между двумя крупными партиями ХАМАС и ФАТХ. Политический аналитик Мохсен Абу Рамадан сообщил, что появление недовольства стало результатов очень высокого уровня безработицы в стране, который среди молодёжи достиг 70 %, следовательно, 20 000 выпускников университетов не могли найти себе работу. За два года до начала протестов Палестинская автономия, стремясь восстановить контроль над Сектором Газа, усилив финансовое давление, что подтолкнуло ХАМАС к поднятию налогов.

## Ход событий
В середине февраля 2019 года было создано движение активистов под лозунгом «Мы хотим жить», которое в дальнейшем получило название Движение 14 марта. Первая акция протеста прошла 14 марта и была подавлена силами безопасности ХАМАС, которые разогнали протестующих и стреляли в воздух. В Газе, Джабалии (лагерь беженцев), Дейр-эль-Балахе, Хан-Юнисе и Рафахе была проведена кампания арестов. Эти действия были осуждены со стороны правозащитных организаций. Представитель ХАМАС обвинил в организации протестов правительство Палестины, позже был обвинён главный политический противник партии — ФАТХ. В последующие дни после первой акции люди собирались в 9 населённых пунктах Сектора Газы, включая городские центры и лагеря беженцев.
Около 12 палестинских группировок поддержали Движение 14 марта и заявили о своей поддержке требований движения, среди которых такие как: создание Бюро труда, которое будет защищать права трудящихся; прекращение контроля за ценами со стороны некоторых партий; контроль за работой частного сектора и приостановление обязательства граждан по выплате налогов. Протестующих поддержал Народный фронт освобождения Палестины.
16 марта 2019 года Палестинский центр по правам человека сообщил, что демонстрации против повышения стоимости жизни проходили в лагере для беженцев Нусейрат и в городах и Рафах Хан-Юнис. В этот же день представители почти всех палестинских организаций встретились в отделении Народного фронта освобождения Палестины для обсуждения последних событий в Секторе Газа и разгон протестов. ХАМАС и ещё одна партия бойкотировали встречу. В конце встречи её участники выступили в поддержку Движения 14 марта.
Несколько высокопоставленных чиновников партии ФАТХ, проживающие в Секторе Газа были помещены под домашний арест. Десятки журналистов были предупреждены о том, чтобы им запрещено сообщать о протестах без предварительного разрешения ХАМАС.